# Kingsley Davis
Kingsley Davis (20 de agosto de 1908 - 27 de fevereiro de 1997) foi um sociólogo e demógrafo americano reconhecido internacionalmente. Ele foi identificado pela American Philosophical Society como um dos cientistas sociais mais destacados do século XX e foi pesquisador sênior da Hoover Institution.
Davis recebeu seu PhD pela Universidade de Harvard e lecionou no Smith College, na Clark University, na Universidade Estadual da Pensilvânia, na Universidade de Princeton, na Universidade Columbia, na Universidade da Califórnia em Berkeley e na Universidade do Sul da Califórnia.
Davis ganhou o prêmio Irene B. Taeuber por sua pesquisa em demografia (1978), o prêmio Common Wealth por trabalho notável em sociologia (1979) e o Prêmio Carreira de Bolsa Distinta da American Sociological Association (1982). Em 1953, foi eleito membro da American Statistical Association.
Davis liderou e conduziu grandes estudos de sociedades na Europa, América do Sul, África e Ásia, cunhou o termo "explosão populacional" e desempenhou um papel importante na nomeação e desenvolvimento do modelo de transição demográfica. Ele também foi um dos estudiosos originais no desenvolvimento da teoria da superurbanização.
Como demógrafo, Davis foi reconhecido internacionalmente por sua expertise em crescimento da população mundial, em história e teoria da migração internacional, em urbanização mundial, transição demográfica e política populacional.
Kingsley Davis foi um estudioso prolífico que publicou vários artigos de pesquisa, capítulos de livros e livros.

## Livros (em inglês)
- Davis, Kingsley (1935). Youth in the Depression. [S.l.]: University of Chicago Press
- —— (1949). Human Society. [S.l.]: MacMillan
- —— (1949). Modern Society. [S.l.]: Rinehart
- —— (1951). The Population of India and Pakistan. [S.l.]: Princeton University Press
- —— (1960). A Structural Analysis of Kinship. [S.l.]: Arno
- —— (1961). Population Policy and Economic Development. [S.l.]: Stanford Research Institute
- —— (1965). The Population Impact on Children in the World's Agrarian Countries. [S.l.]: Institute of International Studies
- —— Stylkes, Frederick G. (1971). California's Twenty Million. [S.l.]: University of California
- —— (1973). Cities: Their Origin, Growth and Human Impact. [S.l.]: Freeman
- —— (1972). World Urbanization 1950–1970. [S.l.]: Institute of International Studies